# Eibach (Hilpoltstein)
Eibach ist ein Gemeindeteil der Stadt Hilpoltstein im Landkreis Roth (Mittelfranken, Bayern). Eibach liegt in der Gemarkung Patersholz.

## Lage
Der Ort liegt, umgeben von Äckern und Wäldern, circa 2,5 Kilometer südöstlich von Hilpoltstein am äußersten südöstlichen Rand des Mittelfränkischen Beckens am Eibacher Graben, der zum Flusssystem der Rednitz gehört. Den Ort erreicht man von der Autobahn A 9 her über die Anschlussstelle Hilpoltstein und die Staatsstraße 2238, von der bei Jahrsdorf eine Gemeindeverbindungsstraße in Richtung Patersholz führt. Von dieser gibt es einer Abzweigung nach Eibach. Auch von Solar aus kann man von der Staatsstraße 2238 nach Eibach abzweigen.
Die Ortsflur ist 183 Hektar groß.

## Ortsnamensdeutung
Der Ortsname enthält das althochdeutsche Wort „iwa“ für „Eibe“. Historische Varianten des Ortsnamens sind Aybach, Aibach, Ärbach und Aebach.

## Geschichte
1264 wurde der Ort erstmals urkundlich genannt: Marquart von Stein, genannt „de Immenerlech“ (= Mörlach), verzichtete auf jede Forderung und jeden Besitzanspruch auf die dem Kloster St. Magdalena zu Nürnberg gehörenden Güter zu Eibach.
Laut einem Salbuch von 1684 bestand Eibach zu dieser Zeit aus sieben Untertanen-Anwesen, drei gehörten zum Kloster St. Klara in Nürnberg, je eines dem Pilgerspital Hl. Kreuz in Nürnberg (einer Haller’schen Stiftung), dem Spital Freystadt, der Herrschaft Heideck und dem 1486 gestifteten Reichalmosen zu (Hilpolt-)Stein.
Gegen Ende des Alten Reiches, um 1800, war Eibach ein Dorf von elf Untertanen-Anwesen. Die Grundherren waren für je einen Hof das pfalz-neuburgische, zuletzt kurbayerische Landrichteramt Heideck, die Patrizierfamilie Fürer von Haimendorf zu Nürnberg, das Klosteramt Seligenporten, die Reiche Almosenstiftung zu Hilpoltstein, das St. Klaraamt Nürnberg, die Haller’sche Kreuzstiftung zu Nürnberg und die Spitalstiftung Freystadt; zwei Höfe gehörten dem pfalz-neuburgischen bzw. kurbayerische Rentamt Hilpoltstein, zwei weitere waren freieigen. Das Landrichteramt Hilpoltstein übte die hohe Gerichtsbarkeit aus.
Im neuen Königreich Bayern (1806) wurde ein Steuerdistrikt Jahrsdorf gebildet, zu dem auch Eibach gehörte. Bei der Gemeindebildung entstand die Ruralgemeinde Patersholz, zu der die beiden Dörfer Patersholz und Eibach sowie der Löffelhof (1867: 1 Gebäude, 8 Einwohner) gehörten. Auch der Lotterhof (Vogtshof) (1867: 2 Gebäude, 3 Einwohner) sowie der Schrötzenhof (1867: 2 Gebäude, 8 Einwohner; 1904 nicht mehr amtlich genannt) waren Gemeindeteile von Patersholz. Über den Viehbestand Eibachs vermeldet 1875 ein amtliches Verzeichnis 48 Stück Rindvieh. Die Kinder besuchten die katholische Schule in Jahrsdorf, wohin sie eine dreiviertel Stunde gehen mussten.
Die Gemeinde Patersholz ließ sich im Zuge der Gebietsreform in Bayern zum 1. Januar 1972 in die Stadt Hilpoltstein eingemeinden.

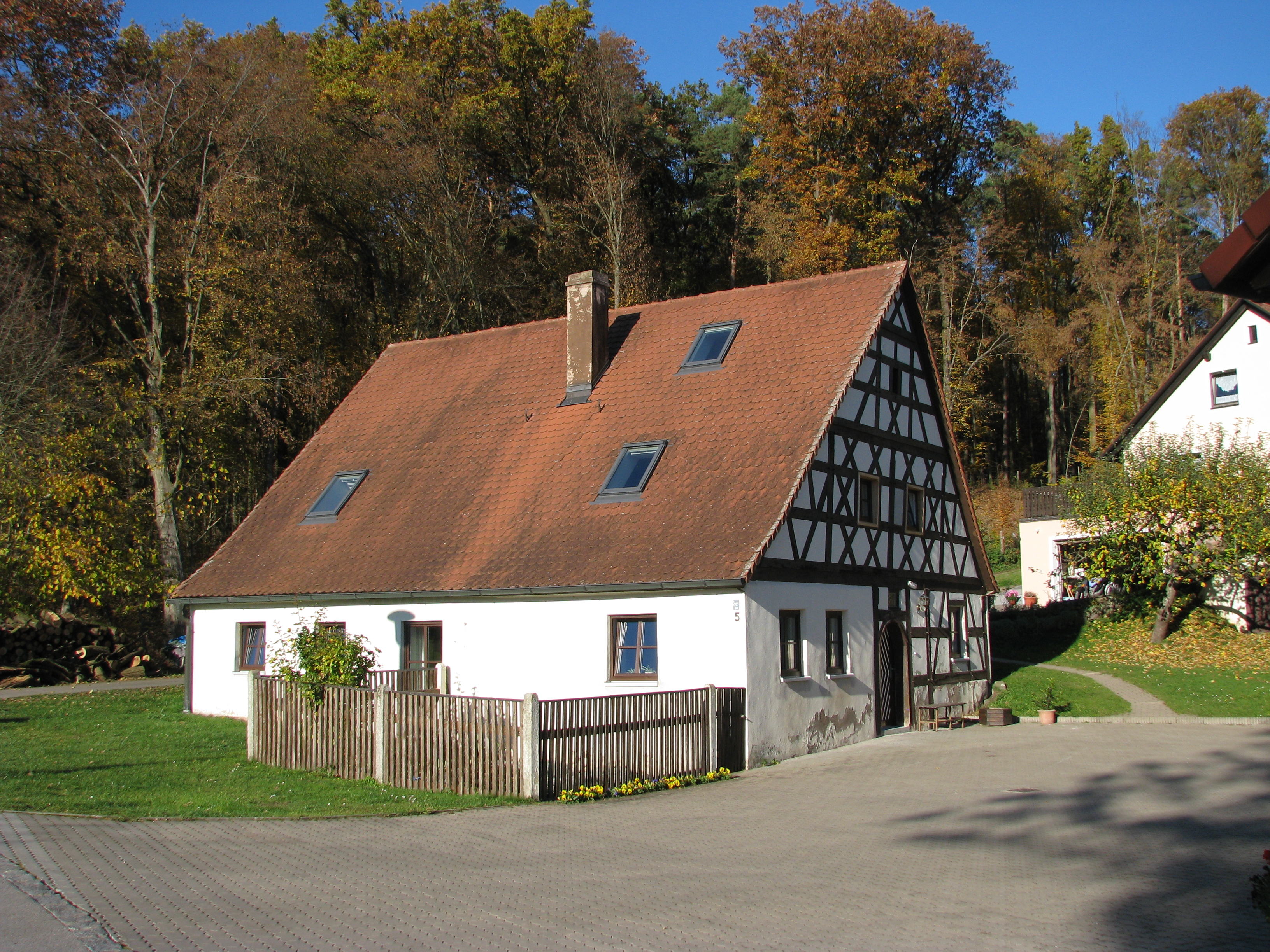
Ehemaliges Wohnstallhaus in Eibach

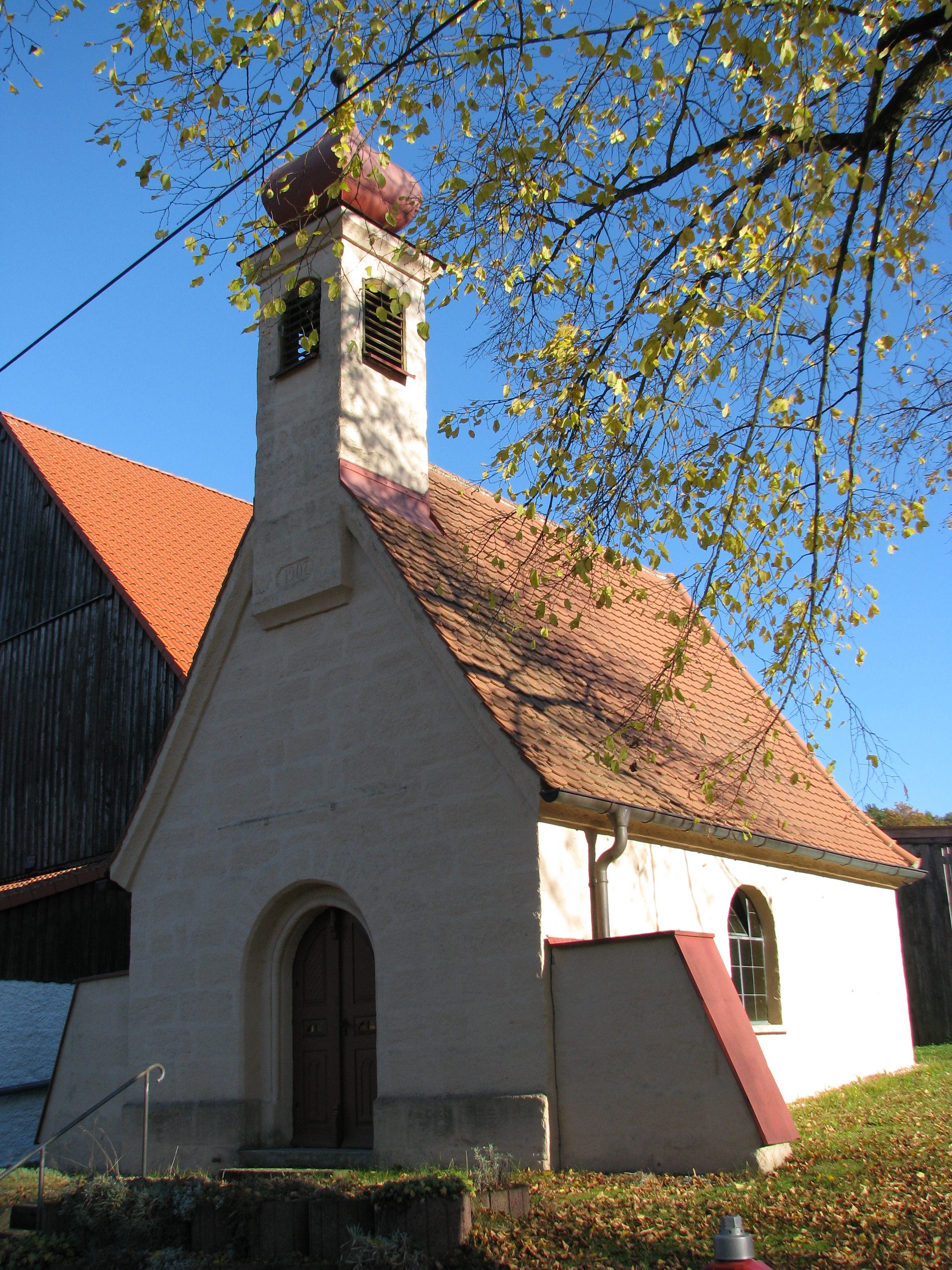
Katholische Ortskapelle

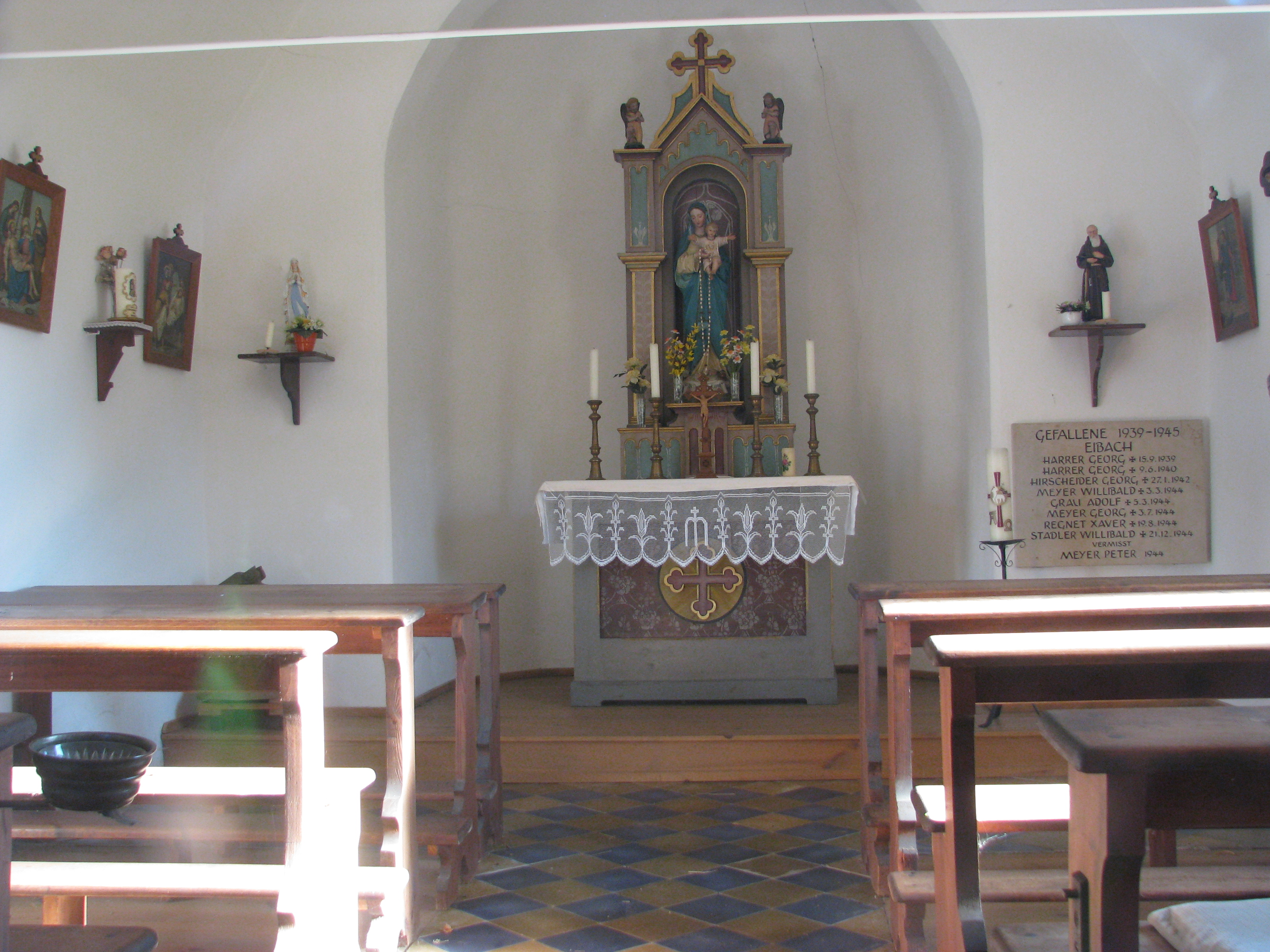
Blick in die Ortskapelle

## Einwohner- und Wohngebäude-Entwicklung
- 1818: 35 (10 Anwesen; 9 Familien)[14]
- 1836: 48 (11 Häuser)[15]
- 1861: 45 (18 Gebäude, 1 Kirche)[16]
- 1871: 46 (20 Gebäude)[17]
- 1904: 46 (11 Wohngebäude)[18]
- 1937: 53 (nur Katholiken)[19]
- 1950: 49 (9 Wohngebäude)[20]
- 1961: 43 (8 Wohngebäude)[21]
- 1970: 39[22]
- 1978: 59[23]
- 1987: 44 (12 Wohngebäude, 12 Wohnungen)[24]

## Katholische Ortskapelle
Für 1876 ist eine „Kirche“ in Eibach erwähnt. Die heutige Ortskapelle, ein Sandsteinquaderbau mit Satteldach, Fassadenturmaufsatz mit Zwiebelhaube und mit eingezogener Chornische, wurde 1906 von der Gemeinde Patersholz im neobarocken Stil erbaut und 1907 ohne Zelebrationsrecht benediziert. Die Ausstattung ist neugotisch; auf dem Altärchen steht eine Muttergottes mit Kind.

## Baudenkmäler
Die Ortskapelle, das Gemeindeschweinehirtenhaus Eibach Nr. 10 aus der 1. Hälfte des 19. Jahrhunderts und das ehemalige Wohnstallhaus Eibach Nr. 5 vom Ende des 18. Jahrhunderts gelten als Baudenkmäler.